# Tomikazu Fukuda
Pour les articles homonymes, voir Fukuda.
Tomikazu Fukuda (福田 富一, Fukuda Tomikazu) est un homme politique japonais, né le 21 mai 1953 à Imaichi.
Il est élu au poste de gouverneur de la préfecture de Tochigi en 2004.